# Jonelle Filigno
Jonelle Filigno, född den 24 september 1990 i Mississauga, Kanada, är en kanadensisk fotbollsspelare som tog OS-brons i damfotbollsturneringen vid de olympiska fotbollsturneringarna 2012 i London. 